# Hyrôme
Die Hyrôme ist ein Fluss in Frankreich, der im Département Maine-et-Loire in der Region Pays de la Loire verläuft. Sie entspringt bei Saint-Georges-des-Gardes, entwässert generell in nordöstlicher Richtung und mündet nach rund 27 Kilometern unterhalb von Saint-Lambert-du-Lattay als linker Nebenfluss in den Layon. Ein weiterer Mündungsarm erreicht bereits etwa 200 Meter oberhalb den Fluss.

## Sehenswürdigkeiten

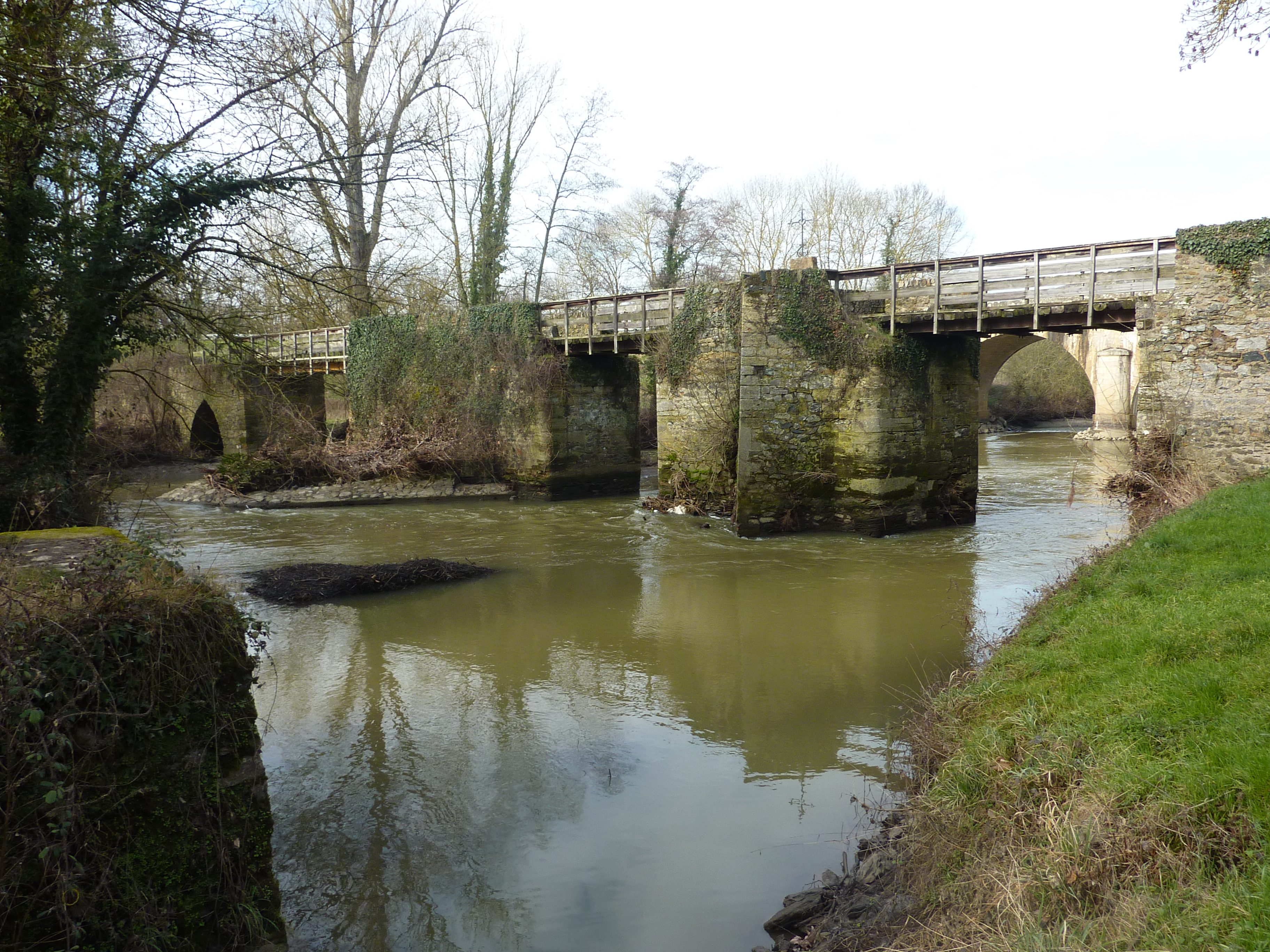
Die Pont-Barré an der Flussmündung

Die Einmündung der Hyrôme erfolgt bei der geschichtlich interessanten Brücke Pont-Barré nach Beaulieu-sur-Layon, wo während des Aufstandes der Vendée im 18. Jahrhundert eine Schlacht stattgefunden hat.

## Orte am Fluss
- Saint-Georges-des-Gardes
- Chemillé
- Chanzeaux
- Saint-Lambert-du-Lattay